# Гай Юлий Постум
Гай Юлий Постум (на латински: Gaius Julius Sex. f. Postumus) е политик и сенатор на Римската империя по времето на император Клавдий.
Син е на Секст Юлий Постум. През 45 – 48 г. Постум е префект (praefectus Aegypti), управител на римската провинция Египет след Марк Евий (Marcus Aevius или Марк Хей, Marcus Heius) и е сменен от Гней Вергилий Капитон.